# Шерстюк, Александр Александрович
Александр Александрович Шерстюк (род. 13 августа 1954, Запорожье  Украинская ССР) — советский, российский спортсмен и тренер по современному пятиборью.

## Биография
Родился 13 августа 1954 года в Запорожье Украинская ССР. Окончил ГЦОЛИФК (1984), тренер-преподаватель. Начал заниматься спортом в 1965 году. Мастер спорта СССР по плаванию (1972), по морскому многоборью (1974) и по современному пятиборью (1979). Неоднократный чемпион СССР по морскому многоборью. Современным пятиборьем начал заниматься в 1976 году в Калининграде. Чемпион РСФСР среди школ олимпийского резерва. Трёхкратный призёр Спартакиады народов РСФСР.
В 1986 году перешёл на тренерскую работу в КСДЮШОР по современному пятиборью города Калининграда.
Тренер высшей квалификации. Награждён знаком «Отличник физической культуры и спорта». Заслуженный тренер РФ.
За время работы подготовил нескольких победителей и призёров чемпионатов России, первенств Мира, Европы по современному пятиборью, победителей первенств Вооруженных сил РФ. Подопечные А. А. Шерстюка в разные годы входили в состав сборных команд России по современному пятиборью.